# Норманби
Остров Норманби (англ. Normanby Island), иногда Остров Дуау (англ. Duau Island) — вулканический остров в Соломоновом море. Является частью архипелага Д’Антркасто, принадлежащего Папуа — Новой Гвинее. Остров вытянут в длину в направлении северо-запад — юго-восток на 73 км, при ширине 4 — 28 км. Площадь острова — 1040 км². От ближайших островов отделён проливами Доусон (3 км до острова Фергуссон) и Гошен (18 км до острова Новая Гвинея). Административно относятся к провинции Милн-Бей региона Папуа. Главным населённым пунктом острова является Еса'ала.

## География
Остров Норманби является самым южным островом в группе Д’Антркасто. Норманби имеет неправильную вытянутую форму. Длина острова по линии северо-запад — юго-восток составляет 73 км, при ширине от 4 до 28 км. Рельеф и ландшафты острова разнообразны. Наивысшей точкой острова является безымянная вершина, высотой 1158 м, расположенная на юго-востоке острова в хребте Превост. Ближайшими островами являются Фергуссон (3 км; отделен проливом Доусон (или Добу) и Новая Гвинея (16 км; отделен проливом Гошен). В плейстоцене на острове существовали активные вулканы.
Климат острова тропический муссонный. Среднемесячные температуры находятся в интервале 20 — 33 °С, на высоких участках — более низкие. Влажный сезон — в марте-октябре. Среднегодовое количество осадков 4500 — 5500 мм (до 10000 мм в районе Уахола). В виду большого количества осадков широко распространены первичные влажные тропические леса. Вторичные леса представлены главным образом садами жителей. Вдоль побережий распространены кокосовые пальмы.

## История
Первым европейцем посетившим остров стал английский капитан Джон Морсби. В 1873 году на судне Basilisk он останавливался на острове, который назвал в честь Джорджа Фиппса, маркиза Норманби, тогдашнего губернатора австралийского штата Квинсленд.

## Население
Крупнейшим населённым пунктом острова, а также его административным центром является посёлок Еса'ала, расположенный в северной части острова.

## Экономика
Основой экономической жизни острова является производство копры и древесины. Недавно здесь были обнаружены запасы золота и серебра оцениваемые в 990 тысяч тонн породы с содержанием золота 6,1 г/т и серебра — 12 г/т (всего таким образом 194 000 унций золота и 382 000 унций серебра).